# Манијак (филм из 1980)
Манијак (енгл. Maniac) је амерички психолошки слешер хорор филм из 1980. године, редитеља Вилијама Лустига са Џоом Спинелом и Керолајн Манро у главним улогама. Познати техничар за специјалне ефекте, Том Савини, је такође радио на овом филму и имао једну од споредних улога.  Радња прати серијског убицу, који убија и скалпира жене у Њујорку. Осим што тумачи главну улогу, Спинел је написао и сценарио.
Иако је оригинално сматран експлоатационим филмом, Манијак је постао култни класик. Добио је веома поларизоване критике и са минорним буџетом остварио комерцијални успех, зарадивши 10 милиона долара. Био је номинован за Награду Сатурн за најбољи нискобуџетни филм године. Премијерно је приказан 10. маја 1980, на Филмском фестивалу у Кану.
Године 2012. филм је добио истоимени римејк са Елајџом Вудом у насловној улози.

## Радња
Френк Зито, кога је, док је био дете, злоставља његова мајка, проститутка, постао је психопата и серијски убица, који убија младе жене, а потом их скалпира и њихову косу ставља на своје лутке. Док Френк као нову жртву види младу фотографкињу, Ану Д'Антони, визије његове мајке га и даље прогањају...

## Улоге
| Глумац            | Улога                |
| ----------------- | -------------------- |
| Џо Спинел         | Френк Зито           |
| Керолајн Манро    | Ана Д'Антони         |
| Гејл Лоренс       | Рита                 |
| Кели Пајпер       | медицинска сестра    |
| Рита Монтоне      | проститутка          |
| Том Савини        | диско момак          |
| Хила Мароу        | диско девојка        |
| Џејмс Брустер     | момак на плажи       |
| Линда Ли Волтер   | девојка на плажи     |
| Трејси Еванс      | проститутка на улици |
| Шерон Мичел       | медицинска сестра 2  |
| Нелија Бакмејстер | Кармен Зито          |
| Луј Јавиц         | уметнички директор   |
| Дениса Спагнуло   | Дениса               |
| Били Спагнуло     | Били                 |
| Френк Пеш         | ТВ репортер          |
| Вилијам Лустиг    | менаџер хотела       |